# Sutton Wick
Sutton Wick är en ort i civil parish Drayton, i distriktet Vale of White Horse, i grevskapet Oxfordshire, i England. Sutton Wick var en civil parish 1866–1934 när blev den en del av Drayton, Abingdon och Sutton Courtenay. Civil parish hade 267 invånare år 1931.